# Porichthys oculellus
Porichthys oculellus är en fiskart som beskrevs av Walker och Rosenblatt, 1988. Porichthys oculellus ingår i släktet Porichthys och familjen paddfiskar. IUCN kategoriserar arten globalt som otillräckligt studerad. Inga underarter finns listade i Catalogue of Life.